# Walter Kreye
Walter Kreye (Oldemburgo, 18 de julio de 1942) es un actor alemán.

## Biografía
Kreye es el hijo del locutor y escritor Walter A. Kreye. Se graduó de la Escuela de Drama de Bochum y luego tuvo compromisos teatrales en Hamburg Schauspielhaus, el Thalia Theater y el Stuttgart State Theater.
Desde 1980, ha aparecido en las series de televisión Ein Fall für zwei, Praxis Bülowbogen, Der Fahnder, y Tatort. En 1990, ganó el Grimme-Preis de plata por su interpretación en Reporter. En 2007, el reemplazó a Rolf Schimpf en la serie criminal The Old Fox como el jefe inspector Rolf Herzog. En 2017, interpretó a Tronte Nielsen en la serie de Netflix Dark.
Kreye está casado con la actriz Sabine Wegner y tiene dos hijas y un hijo de su matrimonio anterior. En 2011 fue diagnosticado con cáncer de colon, lo que causó que se retirara por un tiempo de la actuación hasta su total recuperación.

## Filmografía seleccionada
| Año       | Título                   | Rol               | Notas        |
| --------- | ------------------------ | ----------------- | ------------ |
| 1989      | Reporter                 | Pit Wilkens       | 9 episodios  |
| 1989–1997 | Ein Fall für zwei        |                   | 6 episodios  |
| 1994      | Adelheid und ihre Mörder |                   | 1 episodio   |
| 1996      | Polizeiruf 110           |                   |              |
| 1997      | Tatort                   |                   |              |
| 1997      | Polizeiruf 110           |                   |              |
| 1997      | Doppelter Einsatz        |                   |              |
| 1998      | Tatort                   |                   |              |
| 1998      | Der Clown                |                   |              |
| 1999–2000 | Tatort                   |                   |              |
| 2000      | Polizeiruf 110           |                   |              |
| 2005      | Die Rosenheim-Cops       |                   |              |
| 2005      | Tatort                   |                   |              |
| 2005–2009 | Der Dicke                | Martin Brüggemann | 20 episodios |
| 2006      | Unter weißen Segeln      |                   |              |
| 2006      | SOKO München             |                   |              |
| 2007      | K3 – Kripo Hamburg       |                   |              |
| 2007      | Siska                    |                   |              |
| 2008–2012 | The Old Fox              |                   |              |
| 2012      | Das Traumschiff          |                   |              |
| 2015      | Die Chefin               |                   |              |
| 2015      | Donna Leon               |                   |              |
| 2015      | Notruf Hafenkante        |                   |              |
| 2017      | In aller Freundschaft    |                   |              |
| 2017      | Dark                     | Tronte Nielsen    | 9 episodios  |
| 2018      | Stuttgart Homicide       |                   |              |

| Año  | Título        | Rol       | Notas |
| ---- | ------------- | --------- | ----- |
| 2005 | Katze im Sack | Brockmann |       |